# Coupe de France masculine de handball 1992-1993
Navigation
Coupe de France 1991-1992 Coupe de France 1993-1994
La coupe de France masculine de handball 1992-1993 est la 12e édition de la compétition.
Le OM Vitrolles remporte sa première coupe de France en disposant en finale de l'US Créteil.

## Tournois de Nationale 1B
Les 12 équipes du championnat de Nationale 1B sont réparties en 4 groupes de 3 équipes. Sur 3 journées, chaque équipe reçoit les 2 autres équipes de son groupe et joue un mini-tournoi :
- Journée 1 : week-end du 6-7 mars 1993
- Journée 2 : week-end du 13-14 mars 1993
- Journée 3 : week-end du 20-21 mars 1993.

Les 4 vainqueurs sont ainsi qualifiés pour les huitièmes de finale où ils retrouvent les 12 clubs de championnat de Nationale 1A.

### Tournoi n°1
Journée 1
- Villeurbanne HC 15-15 UMS Pontault-Combault
- ES St-Martin-d'Hères 11-17 Villeurbanne HC
- ES St-Martin-d'Hères 10-16 UMS Pontault-Combault

Journée 2
- UMS Pontault-Combault 10-16 ES St-Martin-d'Hères
- Villeurbanne HC 17-13 ES St-Martin-d'Hères
- Villeurbanne HC 23-12 UMS Pontault-Combault

Journée 3
- Villeurbanne HC 21-17 ES St-Martin-d'Hères
- UMS Pontault-Combault 19-12 ES St-Martin-d'Hères
- UMS Pontault-Combault 19-15 Villeurbanne HC

Classement final
|   | Équipe                | Pts | J | G | N | P | Bp  | Bc  | Diff |
| - | --------------------- | --- | - | - | - | - | --- | --- | ---- |
| 1 | Villeurbanne HC       | 9   | 6 | 4 | 1 | 1 | 108 | 87  | 21   |
| 2 | UMS Pontault-Combault | 7   | 6 | 3 | 1 | 2 | 91  | 91  | 0    |
| 3 | ES St-Martin-d'Hères  | 2   | 6 | 1 | 0 | 5 | 79  | 100 | -21  |

### Tournoi n°2
Journée 1
- HBC Anzin-Valenciennes Hainaut 13-19 Mulhouse Sud Alsace
- Stade Messin EC 16-17 HBC Anzin-Valenciennes
- Stade Messin EC 13-13 Mulhouse Sud Alsace

Journée 2
- Stade Messin EC 17-20 Mulhouse Sud Alsace
- HBC Anzin-Valenciennes 10-20 Mulhouse Sud Alsace
- HBC Anzin-Valenciennes 13-18 Stade Messin EC

Journée 3
- HBC Anzin-Valenciennes 12-16 Stade Messin EC
- Mulhouse Sud Alsace 21-16 Stade Messin EC
- Mulhouse Sud Alsace 19-18 HBC Anzin-Valenciennes

Classement
|   | Équipe                         | Pts | J | G | N | P | Bp  | Bc  | Diff |
| - | ------------------------------ | --- | - | - | - | - | --- | --- | ---- |
| 1 | Mulhouse Sud Alsace            | 11  | 6 | 5 | 1 | 0 | 112 | 87  | 25   |
| 2 | Stade Messin EC                | 5   | 6 | 2 | 1 | 3 | 96  | 96  | 0    |
| 3 | HBC Anzin-Valenciennes Hainaut | 2   | 6 | 1 | 0 | 5 | 83  | 108 | -25  |

### Tournoi n°3
Journée 1
- Sporting Toulouse 31 15-16 Massy 91 Finances
- HBC Villeneuve d'Ascq 19-11 Sporting Toulouse 31
- HBC Villeneuve d'Ascq 9-12 Massy 91 Finances

Journée 2
- HBC Villeneuve d'Ascq 11-17 Massy 91 Finances
- Sporting Toulouse 31 16-12 HBC Villeneuve d'Ascq
- Sporting Toulouse 31 10-14 Massy 91 Finances

Journée 3
- Sporting Toulouse 31 ??-?? HBC Villeneuve d'Ascq
- Massy 91 Finances ??-?? BATTU MATCH 1
- Massy 91 Finances ??-?? VAINQUEUR MATCH 1

Classement après la 2e journée
|   | Équipe                | Pts | J | G | N | P | Bp | Bc | Diff |
| - | --------------------- | --- | - | - | - | - | -- | -- | ---- |
| 1 | Massy 91 Finances     | 8   | 4 | 4 | 0 | 0 | 59 | 45 | 14   |
| 2 | HBC Villeneuve d'Ascq | 2   | 4 | 1 | 0 | 3 | 51 | 56 | -5   |
| 3 | Sporting Toulouse 31  | 2   | 4 | 1 | 0 | 3 | 52 | 61 | -9   |

RemarqueMassy étant assuré de terminer premier à l'issue de la 2e journée, la 3e journée n'a probablement pas été jouée.

### Tournoi n°4
Journée 1
- Handball Saint-Brice 95 14-17 JAD Villemomble
- SC Sélestat 15-14 Handball Saint-Brice 95
- SC Sélestat 17-14 JAD Villemomble

Journée 2
- SC Sélestat 17-21 JAD Villemomble
- Handball Saint-Brice 95 14-15 JAD Villemomble
- Handball Saint-Brice 95 14-14 SC Sélestat

Journée 3
- Handball Saint-Brice 95 16-17 SC Sélestat
- JAD Villemomble 22-16 Handball Saint-Brice 95
- JAD Villemomble 18-20 SC Sélestat

Classement
|   | Équipe                  | Pts | J | G | N | P | Bp  | Bc  | Diff |
| - | ----------------------- | --- | - | - | - | - | --- | --- | ---- |
| 1 | SC Sélestat             | 9   | 6 | 4 | 1 | 1 | 100 | 97  | 3    |
| 2 | JAD Villemomble         | 8   | 6 | 4 | 0 | 2 | 107 | 98  | 9    |
| 3 | Handball Saint-Brice 95 | 1   | 6 | 0 | 1 | 5 | 88  | 100 | -12  |

## Tableau final

### Huitièmes de finale
Le tirage au sort des huitièmes de finale de la coupe de France masculine, effectué le samedi 27 février 1993, dans les salons de l'hôtel Ibis-Bercy, a donné les rencontres suivantes :
- Vainqueur de la poule 1 (Villeurbanne HC) - US Ivry
- Gagny 93 - USAM Nîmes 30
- OM Vitrolles - Montpellier Handball
- Vainqueur de la poule 2 (Mulhouse Sud Alsace) - US Dunkerque
- PSG Asnières - CSM Livry-Gargan
- US Créteil - Vainqueur de la poule 3 (Massy 91 Finances)
- H.B. Vénissieux Rhône-Alpes - Vainqueur de la poule 4 (SC Sélestat)
- RC Strasbourg - Bordeaux Hauts-de-Garonne

Les matchs aller ont lieu le 31 mars et les matchs retour le 7 avril. Les résultats ne sont pas connus mais le vainqueur est indiqué en gras.

### Quarts de finale
Les quarts de finale se jouent en match aller-retour.
Matchs aller, 5 mai 1993
- US Ivry - OM Vitrolles : 23-21 (14-10) 
  - US Ivry : Smajlagić (5), Vassiliev (4), Graillot (3), Prandi (3), Hager (3), Poinsot (3, dont 2 pen.), Blin (1), Joas (1).
  - OM Vitrolles : Richardson (6), Volle (4), Perreux (4, dont 2 pen.), Gardent (3), Cochard (2), Quintin (1), Jacques (1).

- USAM Nîmes 30 - Bordeaux Hauts-de-Garonne : 27-24 (14-15) 
  - U.S.A.M. Nîmes 30 : Grahovac (4, dont 1 pen), Sanchez (1), Lathoud (5), Saračević (3), Portes (2), Echivard (4), G. Derot (3), Chagnard (4), Stoecklin (1 pen.).
  - Bordeaux Hauts-de-Garonne : Loos (2), Joegensen (7, dont 1 pen.), Chauvet (4), Mastrotto (1), Rios (1), Wiltberger (4), Figué (5).

- US Dunkerque - US Créteil : 18-24 (8-10). 
  - US Dunkerque : Debureau (2), Barthélemy (2), C. Néguédé (1), D. Néguédé (5, dont 2 pen.), Histre (4), Deheunynck (1), Cochennec (3).
  - US Créteil : Thoni (2), Cordinier (2), Cop (3), Champenoy (3), Bernard (1), Manaskov (12, dont 2 pen.), Karsenty (1).

- H.B. Vénissieux Rhône-Alpes - PSG Asnières : 24-19 (15-11). 
  - H.B. Vénissieux Rhône-Alpes : Lepetit (4), Portner (8, dont 2 pen.), Monthurel (5), Munier (4), Kervadec (1 ), Amalou (2).
  - P.S.G.-Asnières : Moualek (4, dont 3 pen.), Mocanu (1), Guignard (4), Cazal (5), Isnard (1), Jónasson (4).

Matchs retour, 12 mai 1993
Les résultats ne sont pas connus.

### Demi-finales
Les demi-finales se sont disputées le 15 mai 1993 au Galaxie d'Amneville :
| Club 1       | Score           | Club 2                      |
| ------------ | --------------- | --------------------------- |
| OM Vitrolles | 30 – 21 (15-8)  | USAM Nîmes 30               |
| US Créteil   | 30 – 28 (16-12) | H.B. Vénissieux Rhône-Alpes |

- OM Vitrolles b. USAM Nîmes 30 : 30-21 (15-8). 
  - OM Vitrolles : Cochard (4, dont 2 pen.), Volle (6), Kuzmanovski (4), Quintin (3), Gardent (2), Perreux (6, dont 4 pen.), Richardson (5).
  - USAM Nîmes 30 : Grahovac (1), Lathoud (1), Courbier (2), Saračević (6), Portes (4), Echivard (2), G. Derot (1), Stoecklin (4, dont 1 pen.).

- U.S. Créteil b. H.B. Vénissieux Rhône-Alpes : 30-28 (16-12). 
  - US Créteil : Cop (3), Thoni (2), Cordinier (4), Champenoy (6), Bernard (4), Manaskov (11, dont 2 pen.).
  - HB Vénissieux Rhône-Alpes : Bernard (2), Lepetit (1), Portner  (3, dont 1 pen.), Monthurel (8, dont 2 pen.), Munier (5), Kervadec (5), Ouerghemmi (3), Amalou (1).

### Finale
La finale s'est disputée le 16 mai 1993 au Galaxie d'Amnéville, :
| Club 1       | Score           | Club 2     |
| ------------ | --------------- | ---------- |
| OM Vitrolles | 32 – 22 (16-10) | US Créteil |

- OM Vitrolles b. US Créteil : 32-22 (16-10). 
  - OM Vitrolles : Cochard (3, dont 1 pen.), Maurelli (4), Jacques (3), Volle (2), Kuzmanovski (6), Gardent (2), Perreux (5, dont 2 pen.), Richardson (7), Bašić.
  - US Créteil : Cop (3), Cordinier (1), Champenoy (3), Bernard (1), Manaskov (7, dont 3 pen.), Longerinas (3).

## Vainqueur final
| Coupe de France masculine 1992-1993 OM Vitrolles (1re coupe de France) |